# یان پ. ماتوشینسکی
یان پاوئو ماتوشینسکی (لهستانی: Jan Paweł Matuszyński؛ زادهٔ ۲۳ آوریل ۱۹۸۴) کارگردان و مستندساز اهل لهستان است.
از فیلم‌هایی که وی در آن‌ها نقش داشته‌است، می‌توان به غیرمجازها، هیچ ردی باقی نگذار، مرز و خانواده واپسین اشاره نمود.